# Sysmä
Sysmä – gmina w Finlandii, położona w południowej części kraju, należąca do regionu Päijät-Häme.